# Sans terrier fixe
Pour plus de détails, voir Fiche technique et Distribution.
Sans terrier fixe (Homeless Hare) est un cartoon Merrie Melodies réalisé en 1950 par Chuck Jones, mettant en scène Bugs Bunny et un ouvrier.

## Synopsis
Lors de la construction d'un immeuble un ouvrier soulève avec sa grue le terrier de Bugs : ce dernier s'étant réveillé ordonne à un ouvrier de le faire descendre et de laisser sa maison en paix. Avec un air hypocrite, l'ouvrier le fait chuter brutalement. Ce dernier reçoit une brique sur la tête de Bugs annonçant que « cette fois c'est la guerre ». Une poutre d'acier sur la tête permet à l'ouvrier d'utiliser brutalement l'ascenseur mais Bugs qui a accès aux commandes joue avec le « haut-bas » de l'ascenseur avant de le propulser au ciel et Hercule termine sa chute dans une cuve de ciment qu'un ouvrier s'empresse de lisser. Bugs, déguisé en chef de chantier, fait construire une tour qui se termine par un levier avec Hercule et des briques comme poids. Jouant avec les nerfs d'hercule Bugs enlève toutes les briques tandis que Hercule tente de compenser son poids en enlevant ses vêtements et finit par tomber sur une poutrelle peinte par le même ouvrier que celui de la cuve à ciment. L'ouvrier se venge en envoyant une poutrelle suspendue dans la figure de Bugs qu'il assomme, parcourt un chemin incertain et chute dans un tonneau d'eau. Ayant repris ses esprits, il règle le compte d'Hercule qui martyrise le petit ouvrier de la cuve en faisant parcourir à un rivet brûlant le chemin jusqu'à la ficelle d'un gros tuyau situé au-dessus de l'ouvrier. Finalement, l'immeuble est construit tout en préservant le logis de Bugs.